# 우 글로부
〈우 글로부〉(O Globo)는 브라질의 일간신문이다.